# Auguste Mampuya Kanunk'a
Auguste Mampuya Kanunk'a (13 février 1943 à Demba dans la province du Kasaï-Occidental en République démocratique du Congo - ) est un juriste et homme politique congolais.

## Biographie
Après ses Humanités gréco-latines au Petit Séminaire de Kabwe et à l’Athénée de Kananga, il fait des études de droit et de science politique à l’Université de Nancy (France), couronnées par le doctorat d’État en Droit International Public.
Préalablement licencié en droit, détenteur d'un DES de droit public, d'un DES de science  politique et d'un DES d’Études européennes. 
Depuis, en dépit d’incursions dans des fonctions politiques, brièvement au gouvernement ou dans le bureau présidentiel, il n’a cessé d’enseigner, d’abord en France à l’Université de Metz, de 1969 à 1972 avant d’être nommé professeur de droit public à l’Université de Kinshasa et d’enseigner de nouveau pendant plus de 12 ans en France à l’Université de Nancy 2 et à Paul Valéry de Metz. 
Décoré des palmes académiques de la République Française.
Il siège depuis 2006 à La Cour International de Justice de La Haye comme Juge ad hoc.
En tant qu'enseignant-chercheur, il a souvent participé aux débats et à l'élaboration de textes juridiques et projets de constitution au Congo-Zaïre. À la  faveur de ses activités, Auguste Mampuya a souvent été sollicité, pour son expertise notamment en analyse juridique et politique, comme expert de « Electoral Institut for Southern Africa, auprès de la commission constitutionnelle du Sénat et de l’Assemblée nationale, alors que ceux-ci devaient élaborer l’avant-projet et le projet de constitution à la suite de la transition post-conflitt.
Dans ce cadre, les internautes et les lecteurs de la presse l’ont découvert comme quelqu’un qui s’était violemment élevé contre les avant-projets et projet de la constitution ainsi que contre le référendum constitutionnel qui devait suivre et à la loi électorale comme au processus électoral consécutif à la nouvelle constitution et aux élections de 2006. Il s’est distingué, espèce rare dans l’université congolaise, par sa lutte courageuse et justifiée pour le « non » au référendum et pour ses inlassables dénonciations des incohérences comme des défauts de la nouvelle constitution pour sa tendance à encourager l’immoralité, l’impunité et les relents du pouvoir personnel, ayant prévu et prédit longtemps à l’avance toutes les dérives que l’on a déplorées depuis ce référendum et ces élections.
Cette rigueur et cette constance font croire aux observateurs que la dernière initiative d’Auguste Mampuya, longuement réfléchie et mûrie, celle d’un parti « Rassemblement des Démocrates pour la Rupture et le Renouveau (RADER)», qu'il préside, est sans aucun doute à prendre au sérieux et prend d’ores et déjà l’allure d’une farouche volonté, avec un incontestable sens des responsabilités et dans un patriotisme ouvert et progressiste, de sortir le Congo de son impasse actuelle grâce à une nouvelle voie, crédible parce que fondée sur les réalités vécues et subies par les Congolais,.